# 약물유전체학
약학유전체학(Pharmacogenomics) 혹은 약물유전체학은 약물과 생물체의 유전체와의 상관관계를 대용량 서열해독과 생명정보학 약학을 이용하여 연구하는 학문이다.

## 같이 보기
- 개인유전체학